# Хорват, Стив
Стив Хорват (англ. Steve Horvat; род. 14 марта 1971, Джелонг, Австралия) — австралийский футболист хорватского происхождения, выступавший на позиции центрального защитника.

## Карьера

### Клубная карьера
Выпускник Австралийского института спорта, Стив Хорват начал свою карьеру в клубе «Мельбурн Кроэйша», созданном группой хорватских иммигрантов. Выступал за ряд австралийских команд; в составе «Мельбурн Найтс» в сезоне 1994/1995 стал чемпионом Австралии, обладателем национального Кубка и получил Медаль Джо Марстона, которая вручается лучшему игроку финального матча первенства страны. В 1998 году был приглашён в английский «Кристал Пэлас», однако, не проведя за него ни одной официальной игры, вернулся на родину. В марте 2003 года в возрасте 32 лет закончил профессиональную карьеру футболиста.

### Карьера в сборной
Стив Хорват регулярно вызывался в сборную Австралии, за которую с 1994 по 2002 годы провёл 32 матча. В её составе Хорват дважды (в 1997 и 2001 годах) становился призёром Кубка конфедераций, победителем (в 2000 году) и серебряным призёром (в 2002 году) Кубка наций ОФК. Он также принимал участие в игре, в которой австралийская национальная сборная обыграла команду Американского Самоа со счётом 31:0, установив таким образом мировой рекорд по наикрупнейшей победе в международном футбольном матче.